# Journal of Abnormal Psychology
Le Journal of Abnormal Psychology est une revue évaluée par les pairs publiée par l'Association américaine de psychologie depuis 1906. Elle est une référence dans le domaine psychopathologique.

## Histoire
La publication de la revue débute en avril 1906. En 1921, elle change de nom pour Journal of Abnormal Psychology and Social Psychology. Le nom redevient Journal of Abnormal Psychology en 1965, la même année de la création du Journal of Personality and Social Psychology.